# Rafael Derby
Rafael Derby — израильская управляемая ракета класса «воздух-воздух», со средним радиусом поражения, разработанная компанией Rafael Armament Development Authority.

## Разработка
В начале 1980-х годов израильская компания Rafael начала проект по разработке управляемой ракеты (УР) с концепции поражения цели «вне зоны видимости». Ракету назвали Alto, позже ракета получила экспортное обозначение Derby. Через несколько лет к программе подключилась южноафриканская компания «Kentron», которая позднее в рамках этого совместного проекта создала ракету D-Darter аналогичного назначения.
Впервые УР Derby была официально представлена на аэрокосмическом салоне в Ле Бурже в июне 2001 года. На вооружение ВВС Израиля была принята в 2002 г.

## Распространение
Derby дополнила AIM-120 AMRAAM, оснащаемую F-15I и ВВС F-16C/D. Малые размеры и масса позволяют использовать УР Derby и с более легких истребителей типа F-5, Mirage, JAS-39 Gripen. Возможно оснащение ею и модернизированных самолетов МиГ-21.
Derby совместно с Python-5 используется в составе зенитного комплекса Spyder.
Ракету закупили ВВС Чили, где ими оснащаются модернизированные истребители F-5E Tiger. Бразилия и Сингапур рассматривает возможность приобретения этих ракет для оснащения своих F-5M. Подобный вариант модернизации своих F-5.
ВМС Индии перевооружили ракетами Derby палубные истребители Sea Harrier (в ходе модернизации, помимо новых ракет, самолеты получили и многофункциональную израильскую БРЛС Elta EL/M-2032). Derby выбрана для оснащения перспективного легкого боевого самолета LCA Tejas ВВС Индии.
Потенциальными покупателями являются Китай, Южная Корея и Филиппины.

## Конструкция
Аэродинамическая схема — утка.
Вес ракеты: 118 кг
Система наведения, активная радиолокационная головка самонаведения,
Боевая часть: тип осколочно-фугасная с массой 23 кг,
Взрыватель: неконтактный лазерный взрыватель
Двигатель: двухрежимный РДТТ с зарядом малодымного смесевого топлива. Модификация двигателя ND-10 с ракеты Python-4. Двигатель разработан фирмой MANOR (подразделение компании Rafael).
Ракета в значительной степени унифицирована с ракетой Python-4.
Ракета может наводиться на цель как до запуска так и после.